# Иванковское (озеро)
Иванковское — озеро в Рязанской области России. Одно из крупнейших Клепиковских озёр. Площадь озера — 652 Га.

## Физико-географическая характеристика
Озеро имеет карстовое происхождение. Является проточным озером реки Пра.
Берега озера на севере, северо-востоке и западе заболочены, на юго-востоке, юго-западе и северо-западе — песчаные.
Решением Рязанского облисполкома от 30 декабря 1974 г. № 366 «О признании водных объектов памятниками природы» озеро признано памятником природы. Основные охраняемые виды: большой подорлик, скопа, лягушка травяная, водяной пастушок, веретенник большой, сова болотная, сизая чайка и др. Озеро находится на территории водно-болотного угодья «Пойменные участки рек Пра и Ока», занесённого в Список водно-болотных угодий международного значения, и на территории национального парка «Мещерский».
На западном берегу озера расположена деревня Макарово, на восточном деревня Фролово.